# Ана Колман Лад
Ана Колман Ватс Лад (енгл. Anna Coleman Ladd; 15. јул 1878 — 3. јун 1939) била је америчка скулпторка која је радила и живела у Масачусетсу и Паризу.

## Биографија
Ана Колман рођена је у Пенсилванији и школовала се у Европи, где је студирала вајање у Паризу и Риму. Преселила се у Бостон 1905. године када се удала за др. Мајнарда Лада и тамо је три године студирала у школи музеја. Њен рад Тритонове бебе приказан је на Панама-Пацифичкој изложби 1915. године у Сан Франциску. Сада је рад скулптура за фонтане у парку у Бостону. Године 1914. основала је Удружење бостонских уметника. Вајала је скулптуре са митолошким ликовима а њени радови се и данас продају на аукцијама.
Ладова је написала две књиге, Хијеронимова путовања, средњовековнa романсa на којој је годинама радила, и Искрен авантуриста, роман о бостонском друштву 1913. године. Написала је и најмање две позоришне представе.
Посветила се портретирању и била је веома цењена уметница. Њен портрет Елеоноре Дузе био је један од само три која је глумица икада дозволила. Крајем 1917. године Ладова се са супругом преселила у Француску, где је њен супруг постављен да руководи Дечијим бироом америчког Црвеног крста у Тулу. Управо у то време она се упознавала са радом Францис Дервент Вуда, британским скулптором, у Одељењу за маске лица у Паризу.
Након сусрета са Вудом, Ана је основала са америчким Црвеним крстом "Студио за портретне маске" да би пружала козметичке маске мушкарцима који су били деформисани у Првом светском рату. Њен рад са војницима је награђен орденима: француски Национални орден Легије части и српски орден Светог Саве.
Након Првог светског рата, у граду Манчестеру, у Масачусетсу, је направила скулптуру од бодљикаве жице као споменик палим жртвама рата. Године 1936. преселила се са супругом у Калифорнију, где је умрла 1939. године.

## Рад са војницима
Војници би дошли у њен атеље како би им на лицу направила маску угледом на њихове црте лица. Овај облик је затим коришћен за израду протетског дела из изузетно танког поцинкованог бакра. Метал је обојен тврдим емајлом тако да подсећа на тон коже примаоца. Она је користио праву косу за стварање трепавица, обрва и бркова. Протеза је на лице била причвршћена струном или наочарама.
Њен рад сада се назива анапластологија. Анапластологија је уметност, занат и наука о враћању одсутне или неправилне анатомије вештачким средствима.